# Thectophila acmotypa
Thectophila acmotypa är en fjärilsart som beskrevs av Edward Meyrick 1927. Thectophila acmotypa ingår i släktet Thectophila och familjen fransmalar. Inga underarter finns listade i Catalogue of Life.